# 广西中医药大学赛恩斯新医药学院
广西中医药大学赛恩斯新医药学院，是位于广西壮族自治区南宁市青秀区的一所民办本科独立学院。该院由广西中医药大学参与举办。

## 沿革
2002年，广西中医学院赛恩斯新医药学院成立。2012年，更名为广西中医药大学赛恩斯新医药学院。
2020年7月13日，广西壮族自治区教育厅发布《自治区教育厅关于征求〈全区独立学院转设总体方案（征求意见稿）〉意见的函》（桂教函〔2020〕892号），建议于2021年将广西中医药大学赛恩斯新药学院转设为民办本科高校广西健康医学院，定位为服务大健康及护理、养老产业为特色。